# Bancários
Bancarios és un barri de la Zona Nord del municipi del Rio de Janeiro, localitzat a l'Illa del Governador. Ja va ser conegut com a Jardim Duas Praias, per estar delimitat en els extrems per la Praia dos Bancarios i per la Praia Congonhas do Camp, també coneguda com a Praia do Barão.
Limita amb els barris de Tauá, Cocotá i Freguesia.
El seu IDH, l'any 2000, era de 0,861, el 41 millor del municipi de Rio.
Denominació, delimitació i codificació establerta pel Decret Num. 3158 de 23 de juliol de 1981, amb alteracions del Decret Num. 5280 de 23 d'agost de 1981.
Es va originar del conjunt d'habitatges construït per l'antic Instituto de Aposentadoria e Pensões dos Bancários (IAPB), en les dècades de 1940-1950.